# سندرلاند
سندرلاند هي مدينة إنجليزية وميناء هام تقع في الجزء الشمال الشرقي من البلاد.

## الديموغرافيا
حسب إحصائيات 2001، فان المدينة تضم 280000 ساكن منها 195000 في وسط المدينة والبقية تسكن الضواحي.

## الجغرافيا
يقع الجزء الأكبر من مدينة ساندرلاند في سهل محاذ إلى مجموعة من الهضاب تشكل مجموعة متوازية مع البحر وترتفع 80 مترا فوق سطح البحر.
و تنقسم المدينة إلى جزئين يفصل بينهما نهر «وير».

## تاريخ المدينة
تكونت المدينة عبر التاريخ من 3 أجزاء كانت قرى قبل أن تندمج وتكون مدينة ساندرلاند:
- مونكويرماوث شمال نهر وير اين أسس بينيديكت بيسكوب أديرة «القديس بطرس» سنة 674.
- بيشوب ويرماوث جنوب النهر وير تأسست سنة 930.
- قرية ساندرلاند (تسمى حاليا منطقة ايست أند) والتي كانت قرية يقطنها صيادون وتأسست عند مصب النهر.

## توأمة
لسندرلاند اتفاقيات توأمة مع كل من:
- إسن (1949 -)
- واشنطن العاصمة

## أعلام
- دايفيد أ. ستيوارت
- بيلي هوغ
- كالوم كيث رينيه
- جاك الديرسون
- بيلي إليوت
- سيد جيمس
- إيميلي ساندي
- آدم جونسون
- جوردان هندرسون
- إيرني يونغ